# ГЕС-ГАЕС Орфей
ГЕС-ГАЕС Орфей — гідроелектростанція в Болгарії у Південно-центральному регіоні. Входить до складу каскаду на річці Вача (права притока Мариці), знаходячись між ГЕС Цанков Камак (вище по течії) та ГЕС Крічим. Найпотужніша станція каскаду, яка до того ж на додаток до виробництва електроенергії за рахунок природного припливу може працювати в режимі гідроакумуляції.
Станція, введена в експлуатацію у 1975 році, до 1999-го називалася Antonivanovtsi. У межах проєкту Вачу перекрили бетонною гравітаційною греблею висотою 144,5 м та довжиною 420 м. Вона утворила водосховище із площею поверхні 4,97 км2 та об'ємом 226 млн м3. Вироблення електроенергії можливе при коливанні рівня водосховища між позначками 505 та 535,8 м над рівнем моря.
Пригреблевий машинний зал обладнаний трьома турбінами типу Френсіс загальною потужністю 160 МВт, які при напорі у 65,8 м забезпечують середньорічне виробництво на рівні 154 млн кВт·год. Для запасання води в режимі гідроакумуляції призначений насос потужністю 38 МВт, при цьому як нижній резервуар використовується водосховище ГЕС Крічим.